# Lennik
Lennik è un comune belga di 9 000 abitanti nelle Fiandre (Brabante Fiammingo).
Lennik conta 3 villaggi : Sint-Kwintens-Lennik, Sint-Martens-Lennik e Gaasbeek.
A Lennik si trova lo storico Castello di Gaasbeek (museo nazionale dal 1924). I suoi ultimi abitanti sono stati gli Arconati-Visconti, famiglia aristocratica di origini lombarde.
Nel 2007, il piccolo villaggio di Gaasbeek (340 abitanti) è stato eletto uno dei 15 villaggi più belli delle Fiandre.

## Amministrazione

### Gemellaggi
- Arconate